# Centumviri
Die Centumviri (Zentumvirn, übersetzt: Hundertmänner), als Kollektiv auch als Centumviralgericht bezeichnet, waren im antiken Rom ein gerichtlicher Spruchkörper (centumvirale iudicium), der Recht in den zivilrechtlichen Angelegenheiten zu Eigentums- und Besitzverhältnissen sprach, vornehmlich aber in erbrechtlichen Streitverfahren. 

## Geschichte
Als einziges Gericht seiner Art, tagte es in Rom auf dem Forum Romanum. Während der Kaiserzeit fanden die Verhandlungen in den Hallen der Basilica Iulia statt. Eingerichtet haben soll das Gremium der sagenhafte König Servius Tullius. Mutmaßlich sollen Zivilprozesse unter seiner Ägide Prozesswetten unter Hingabe eines Sakraments gewesen sein, insbesondere soll noch die ehrwürdige Lanze (hasta) aufgepflanzt worden sein. Die zeitliche Verortung bei Servius Tullius wird allerdings bezweifelt und teils für abwegig gehalten. Diskutiert wird stattdessen ein frühestes Erscheinen des Centumviralgerichts im Jahr 241 v. Chr. Es wird davon ausgegangen, dass der Spruchkörper von Beginn an einen plebejischen Einschlag aufgewiesen habe, da man sich mit dem Ende der Standeskämpfe gegenüber den Patriziern mit größerem Erfolg habe behaupten können. Jedenfalls soll der Gerichtshof ab dem Zeitpunkt des Aufstiegs Roms zur Vormacht in Italien, verbunden damit war der Sieg über Karthago, bestanden haben, was die Annahme der Gründung ab 241 v. Chr. rechtfertigt. Bestanden haben soll er höchstens bis zur Reichsteilung 395 n. Chr. in der Spätantike. Möglicherweise war ihm bereits ein früheres Ende beschieden, nämlich in der Zeit der großen Krise nach Severus Alexanders Tod, also um 235 n. Chr. Innerhalb der unterschiedlich absteckbaren Zeiträume florierte das Gerichtswesen und erlangte erheblichen Bedeutungszuwachs. Die iustinianische Gesetzessammlung erwähnt das Centumviralgericht im 6. Jahrhundert n. Chr. jedenfalls nicht mehr.
Während der längsten Zeit der Republik wurden Prozesse von reinen Spruchrichtern (privati iudices) geführt. Sie standen unter staatlicher Aufsicht und agierten Geschworenen vergleichbar, ohne magistratische Kompetenzen. Weder waren sie Beamte im Sinne der Ämterlaufbahn, noch bestand ihre Legitimation über das Volk. Ihre Beauftragung erfolgte allein durch Prätoren. Als Gerichtsvorstände klärten die Prätoren Vorfragen zum Prozessinhalt im Verfahrensabschnitt in iure und beobachteten nach Freigabe apud iudicem den ordnungsgemäßen Prozessablauf. Neben die Zuständigkeit der Urbanprätoren (praetores urbani) trat in der frühen Kaiserzeit auch die der Peregrinenprätoren (praetores peregrini). Wie dem Prozess an sich, war auch dem Centumviralprozess der magistratische Verfahrensschritt in iure vorangestellt. Allerdings wurden in den einleitend genannten Zivilsachen (Erb-, bestimmte Eigentumsrechte) die bislang tätigen Organe von Decemvirn abgelöst, die ihrerseits Magistratenstatus innehatten. Die vier Consilien (Senate) des Centumviralgerichts wurden gelegentlich zu tribunalen Gremien erweitert, wobei wegen des Bedeutungsaufschwungs berücksichtigt werden muss, dass die einst einflussreichen Volksgerichtshöfe der republikanischen Zeit vollständiger Bedeutungslosigkeit anheimgefallen waren. Bisweilen wird in der Forschung gemutmaßt, dass das Centumviralgericht ein den Volksversammlungen nachlaufender Spruchkörper war, später sogar ausgestattet mit der Kompetenz eines Volks- oder Staatsgerichts.
Administrativ unterlagen die Prozesse lange dem hergebrachten rituellen Legisaktionenverfahren, zumeist in Form der legis actio sacramento. Soweit von der Forschung in zeitlicher Hinsicht überhaupt eingeräumt, werden Vermutungen angestellt, dass Centumviralprozesse der XII-Tafelzeit kollegial und unmittelbar, also ohne die Einschaltung von Prätor und Spruchrichter, geführt und entschieden wurden. Diese Richter waren demnach neben der Abfassung der Formeln auch für die Beweisaufnahme und Urteilsfindung zuständig, was auch noch in späteren Zeiten gegolten haben soll. Appellationen (Berufungen oder vergleichbare Rechtsbehelfe) an übergeordnete Gerichte waren nicht vorgesehen. Der Verfahrenstyp des Legisaktionenverfahrens wurde auch noch beibehalten, als für andere Zivilprozesse – ausgelöst durch die Wandlungsstruktur der lex Aebutia – der prätorische Formularprozess eingeführt worden war. Die Anzahl der centumviri schwankte im Gremium zwischen anfänglich 105 (drei Vertreter aus 35 tribūs) und 180 decemviri stlitibus iudicandis unter Augustus.

## Historischer Fall
Einen bedeutenden Erbschaftsprozess (Thema: Ersatzerbschaft) vor dem Centumviralgericht führte der Jurist Scaevola im Jahr 92 v. Chr. Bekannt ist der Prozess als causa Curiana. Scaevola verlor den Prozess gegen seinen einstigen Amtskollegen, den begnadeten Rhetor Lucius Licinius Crassus, der das Gericht davon zu überzeugen vermochte, einen jurisdiktorischen Paradigmenwechsel zu vollziehen. Crassus, der im Gegensatz zu Scaevola, nicht mit der üblichen formalen Strenge am Wortlaut einer testamentarischen Verfügung hing, sondern für eine freie Auslegung (unter Berücksichtigung des wahren Willens des Testamentsverfassers) plädierte, baute seine Argumente auf sein Auslegungsziel hin auf. Eine derartige Methode war nicht nur neu, sie eröffnete den Gerichtsverfahren neue Gestaltungsspielräume durch Willensinterpretationen. Im Detail ging es in dem Fall um die Frage, ob ein Nacherbe auch als Ersatzerbe berufen sein kann. Konkret streitig war, ob die Anordnung einer Pupillarsubstitution, also die Einsetzung eines Nacherbens für den Fall, dass der Erbe zum Erbanfall noch unmündig verstirbt (mit Mündigkeit erbt er), zugleich eine Vulgarsubstitution umfassen kann, mithin die Nennung eines Ersatzerbens, wenn der Haupterbe schon tot ist oder die Erbschaft ausschlägt. Der Urteilsspruch wirkt als legislatorische Zweifelsregelung im heutigen § 2102 BGB und in den Rechtsordnungen Österreichs (§ 608 ABGB) und der Schweiz (Art. 492 Abs. 3 ZGB) u. a. fort. Es gilt nämlich der Satz, dass die Einsetzung eines Nacherben zugleich diejenige eines Ersatzerben beinhaltet.